# Don Azpiazu
Justo Ángel Azpiazú (Don Azpiazu) (Cienfuegos, Cuba, 11 de febrero de 1893 — La Habana, Cuba, 20 de enero de 1943) fue un director de orquesta de los años 1920 y 1930.
Su banda fue una de las primeras, en Nueva York, en la introducción de instrumentos de percusión cubana y su música alcanzó gran popularidad en los Estados Unidos de América. 
Don Azpiazu grabó con su orquesta Habana Casino  en Nueva York, uno de los más grandes éxitos internacionales de la historia de la música cubana: El manisero. 
Su banda incluyó a músicos estelares como Julio Cueva, Mario Bauzá y Antonio Machín. Así mismo, con la intención de popularizar en el público angloparlante el estilo musical que interpretaba, Don Azpiazu también utilizó cantantes de los Estados Unidos como Bob Burke y Chick Bullock.